# Pachnoda elegantissima
Pachnoda elegantissima är en skalbaggsart som beskrevs av Csiki 1909. Pachnoda elegantissima ingår i släktet Pachnoda och familjen Cetoniidae. Inga underarter finns listade i Catalogue of Life.